# Арест време
Арест време је медицински израз којим се означава период од настанка срчаног застоја (СЗ) до почетка кардио–пулмонално–церебралне реанимације или оживљавања (КПЦР). Идеално би било да то време не буде дуже од 3-5 минут,  јер по његовом истеку долази до иреверзибилних (неповратних) промена у ћелијама коре мозга. На продужено трајање овог времена може утицати дављење у хладној води, као и акутни застој срца у јако хладним условима или примена неких лекова, што је доказано у експерименталним условима.